# Флаг Хотынецкого района
Флаг муниципального образования Хотынецкий район Орловской области Российской Федерации — опознавательно-правовой знак, служащий официальным символом муниципального образования.
Утверждён 23 ноября 2010 года и внесён в Государственный геральдический регистр Российской Федерации с присвоением регистрационного номера 6545.

## Описание флага
Прямоугольное полотнище с отношением ширины к длине 2:3, состоящее из двух равных вертикальных полос: зелёной у древка и белой; посередине полотнища воспроизведены фигуры герба — скрещённые дубовая ветвь и колос, изображённые на зелёной части жёлтым, а на белой зелёным цветом.

## Обоснование символики
Разработан на основе герба Хотынецкого района.
Хотынецкий район расположен в северо-западной части Орловской области.
Первые письменные упоминания о Хотынецкой земле относятся к XVII веку. В писцовых Карачевских книгах 1626 года значится стан Хотимльский Карачевского уезда (территория нынешней деревни Хотимль-Кузменково). В Карачевский уезд входило село Девять Дубов — один из старейших населённых пунктов района. В летописи говорится, что на самой середине села, около дома крестьянина Фомина и находящегося там глубокого большого колодца на громадном дубовом пне росли когда-то 9 дубов-отростков. Отсюда и название села — Девять Дубов. Изображение дубовой ветви помимо легенды отражает природную особенность района, который расположен в лесной зоне. На протяжении нескольких столетий население было занято в лесном хозяйстве, занималось переработкой древесины, ухаживало за лесными насаждениями.
Деление полотнища на зелёную и белую части образно показывает расположенный на территории района национальный парк «Орловское полесье». Полесье — чередующие участки леса и открытых луговых пространств.
Колос символизирует развитое в районе сельское хозяйство. Природно-климатические условия позволяют выращивать в районе многочисленные сельскохозяйственные культуры. Колос, имеющий зелёный стебель и жёлтую головку аллегорически показывает полный цикл сельскохозяйственного производства от подготовки пашни и сева до сбора урожая и его сохранения.
Зелёный цвет символизирует природу, здоровье, молодость, жизненный рост.
Белый цвет (серебро) символизирует чистоту, совершенство, мир, взаимопонимание.
Жёлтый цвет (золото) символизирует урожай, богатство, стабильность, уважение,  интеллект.